# Rudolf Söderberg (kommunalpolitiker)
Rudolf Sigurd Wolmar Söderberg, född 24 september 1911 i Nacka, död 7 juli 1975 i Lidingö, var en svensk gasverksarbetare och socialdemokratisk kommunalpolitiker. 
Söderberg, som var son till verkmästare Wolmar Söderberg och Olga Jakobsson, studerade vid Tekniska skolan i Stockholm 1929. Han blev kontorselev på Aga 1924, anställdes vid gaslaboratoriet där 1925, blev gasgeneratorskötare vid dissousgasverket 1932 och var bensoldestillatör vid Stockholms gasverk från 1947. Han var ledamot av stadsfullmäktige i Lidingö stad 1939–1947 och kyrkofullmäktige 1943–1947. Han var bland annat ordförande i ungdomsrådet 1945–1952, vice ordförande i Lidingö socialdemokratiska stadsfullmäktigegrupp 1943–1945, ordförande 1946–1947, ledamot av skolstyrelsen 1938–1948 och av stadsplanenämnden 1947–1957.